# Guernsey (ostrov)
Guernsey je ostrov v Lamanšském průlivu, součást Normanských ostrovů u pobřeží Francie. Ostrov je součástí Rychtářství Guernsey, které je britským korunním závislým územím. Ostrov Guernsey má rozlohu 62 km² a je druhým největším ostrovem souostroví (po Jersey), žije zde přibližně 63 tisíc obyvatel. Největším sídlem a hlavním městem celého rychtářství je Saint Peter Port.
V blízkosti Guernsey se nachází obydlené ostrovy Sark, Herm, Jethou a Brecqhou a další neobydlené ostrůvky.